# Ministère des Industries de base, stratégiques et socialistes
Le ministère des Industries de base, stratégiques et socialistes ou MinPPIBES (Ministerio del Poder Popular para Industrias Básicas, Estratégicas y Socialistas, en espagnol, littéralement, « ministère du Pouvoir populaire pour les Industries de base, stratégiques et socialistes ») est un ministère du gouvernement du Venezuela. Son titulaire actuel est Juan Arias depuis le 11 avril 2016. Il a pour but de dynamiser du secteur industriel.

## Objectifs
Ce ministère a pour but de dynamiser le secteur industriel du Venezuela grâce au « développement complet du modèle productif socialiste bolivarien » en s'appuyant sur les micro, petites et moyennes « entreprises patriotes  ». Le « développement technologique et l'innovation des industries » doit également créer des « entreprises efficaces et durables ».

## Liste des ministres des Industries de base, stratégiques et socialistes
| Période                 | Ministre   |
| ----------------------- | ---------- |
| Depuis le 11 avril 2016 | Juan Arias |
| ? - ?                   | ?          |